# (12666) 1978 XW
(12666) 1978 XW est un astéroïde de la ceinture principale découvert en 1978.

## Description
(12666) 1978 XW a été découvert le 6 décembre 1978 à l'observatoire Palomar, situé au nord de San Diego en Californie, par Edward L. G. Bowell et Archibald Warnock.

### Caractéristiques orbitales
L'orbite de cet astéroïde est caractérisée par un demi-grand axe de 3,5 UA, un périhélie de 2,48 UA, une excentricité de 0,18 et une inclinaison de 1,86° par rapport à l'écliptique. Du fait de ces caractéristiques, à savoir un demi-grand axe compris entre 2 et 3,2 UA et un périhélie supérieur à 1,666 UA, il est classé, selon la JPL Small-Body Database, comme objet de la ceinture principale.

### Caractéristiques physiques
(12666) 1978 XW a une magnitude absolue (H) de 13,6 et un albédo estimé à 0,288.